# Liste der Kulturdenkmäler in Cronenberg (bei Lauterecken)
In der Liste der Kulturdenkmäler in Cronenberg sind alle Kulturdenkmäler der rheinland-pfälzischen Ortsgemeinde Cronenberg aufgeführt. Grundlage ist die Denkmalliste des Landes Rheinland-Pfalz (Stand: 6. September 2022).

## Einzeldenkmäler
| Bezeichnung | Lage                         | Baujahr         | Beschreibung | Bild            |
| ----------- | ---------------------------- | --------------- | --- | --------------- |
| Schulhaus   | Friedhofstraße 1 Lage        | um 1840         | ehemalige Schule; Putzbau mit Dachreiter, Rundbogenstil, um 1840, Architekt wohl Johann Schmeisser, Kusel         | Fotos hochladen |
| Hofanlage   | Friedhofstraße 7 Lage        | 18. Jahrhundert | kleine Hofanlage, wohl aus dem 18. Jahrhundert; Wohnhaus, teilweise Fachwerk, Stallscheune; Treppenhausanbau 1870 | Fotos hochladen |
| Säule       | Hauptstraße, bei Nr. 15 Lage |                 | römische Säule, Sandstein                                                                                         | Fotos hochladen |